# Kurt Moosdorf (Politiker, 1884)
Kurt Moosdorf (* 25. Januar 1884 in Ronneburg (Thüringen); † 24. April 1956 in Bad Vilbel) war ein deutscher Politiker der SPD.

## Leben und Ausbildung
Nach Abschluss von Volksschule, Gewerbeschule und Volkshochschule machte Moosdorf eine Ausbildung als Schreiner und arbeitete als Werksmeister. Moosdorf war Bezirksleiter des Deutschen Holzarbeiterverbandes in Gießen.

## Politik
Ab 1902 war Kurt Moosdorf Mitglied der SPD und dort in verschiedenen Vorstandsämtern tätig. Zwischen 1928 und 1933 war er Bürgermeister von Bad Vilbel. Nach der Machtergreifung der Nationalsozialisten verlor er dieses Amt, kehrte jedoch nach der Befreiung vom 1. April 1946 bis 1955 in dasselbe zurück.
Moosdorf war 1946 Mitglied der Verfassungberatenden Landesversammlung Groß-Hessens und wurde ebenfalls 1946 für die Dauer der ersten Wahlperiode bis zum 30. November 1950 in den Hessischen Landtag gewählt.
Moosdorf gehörte ab dem 4. Mai 1952, als er für den verstorbenen Wilhelm Knothe nachgewählt wurde, bis zum Ende der ersten Legislaturperiode auch dem Deutschen Bundestag an. Er vertrat den Wahlkreis Friedberg im Parlament.
1949 war er Mitglied der ersten Bundesversammlung.

## Ehrungen
- 1953: Verdienstkreuz (Steckkreuz) der Bundesrepublik Deutschland